# لورينت ديلامونتاني
لورينت ديلامونتاني (9 أكتوبر 1965 في رين) (بالإنجليزية: Laurent Delamontagne)‏ لاعب كرة قدم فرنسي معتزل كان يجيد اللعب في مركز المهاجم . شقيقه هو باتريك ديلامونتاني الذي بزغ نجمه في صفوف نادي موناكو في بداية حقبة الثمانينات .

## وصلات خارجية
- لورينت ديلامونتاني على موقع قاعدة بيانات كرة القدم.إي يو (الإنجليزية)